# Tricholomopsis decora
Tricholomopsis decora es una especie de hongo del género Tricholomopsis. Se encuentra en América del Norte y en Gran Bretaña, y crece en los Bosque de coníferas.

## Galería

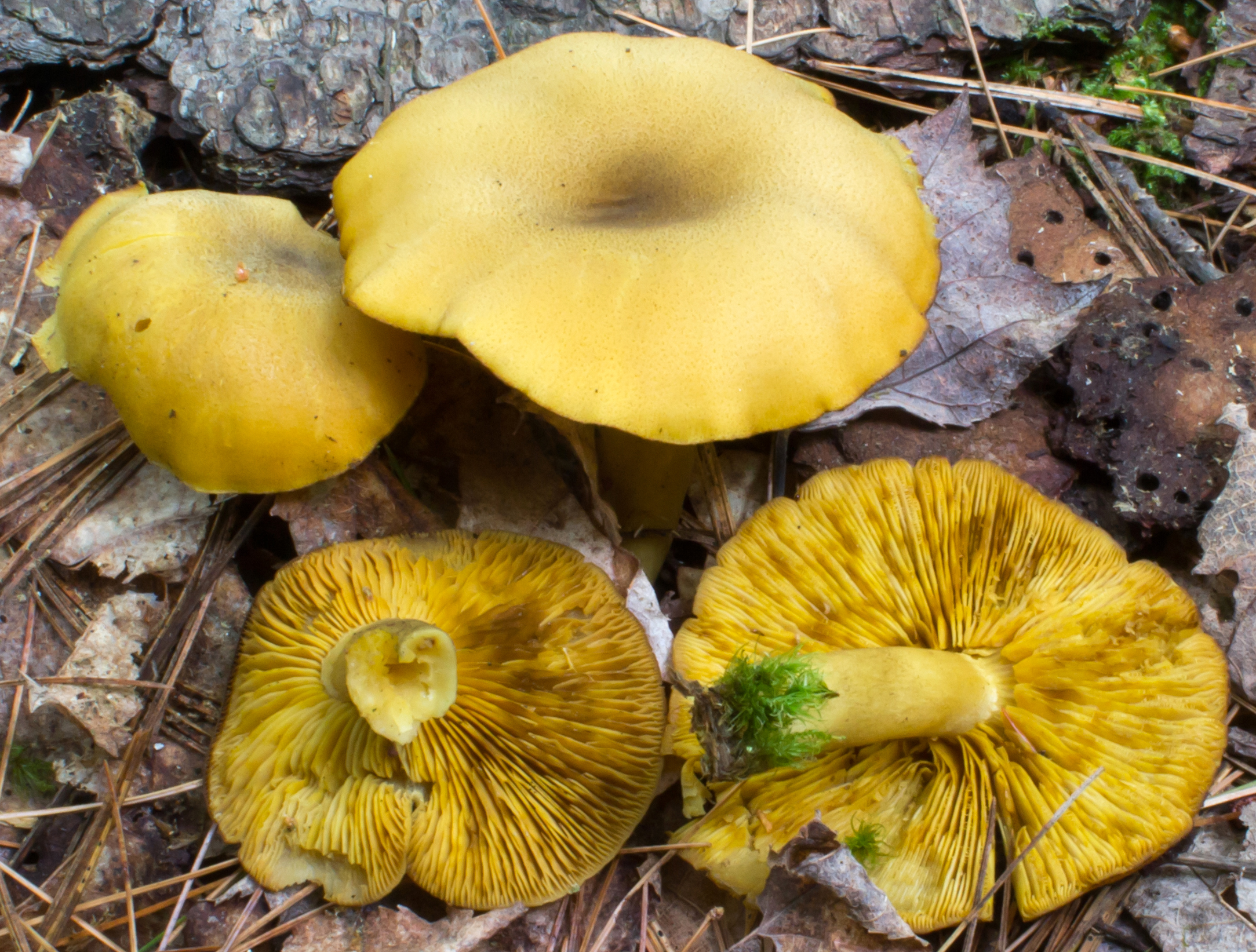
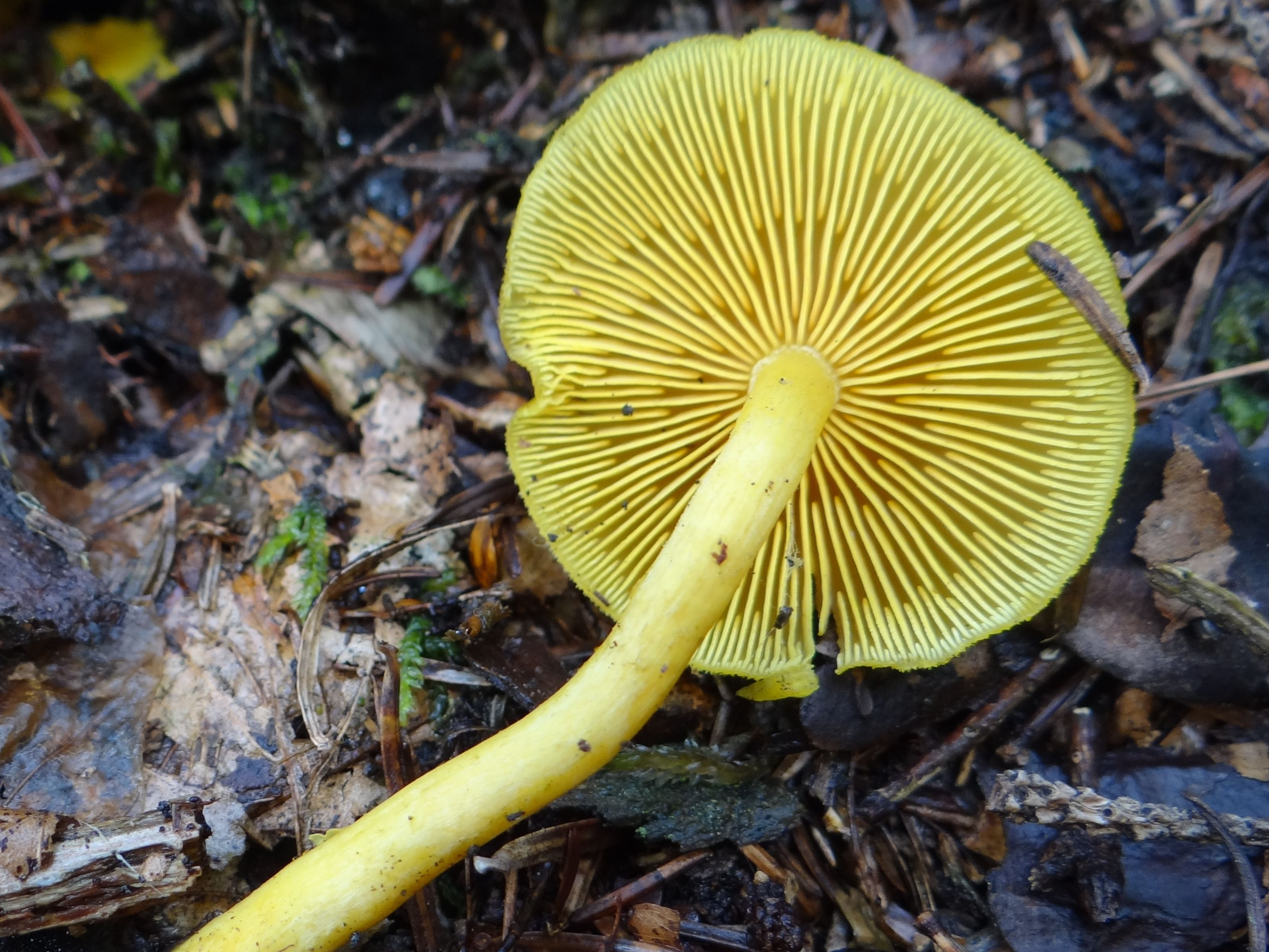
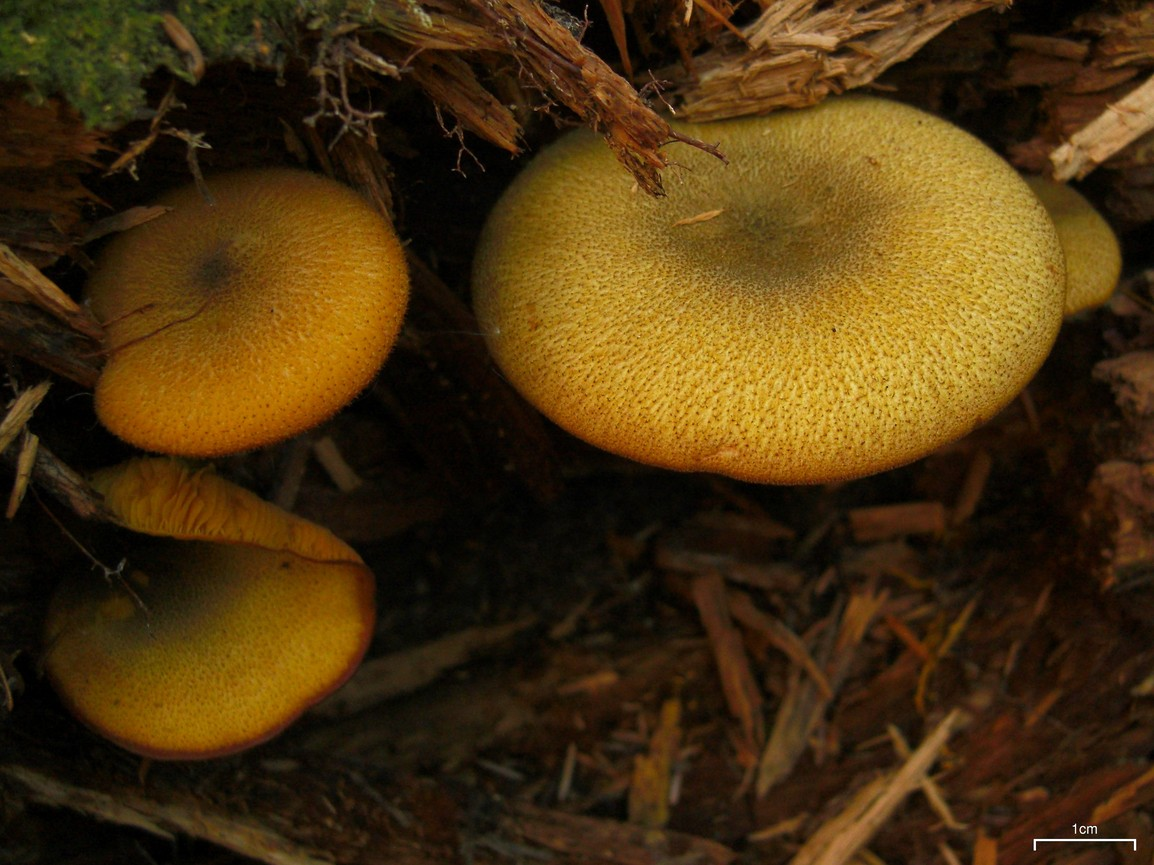
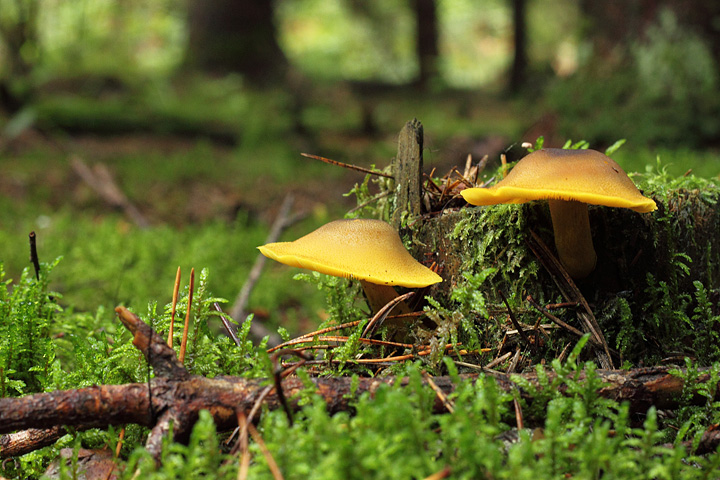
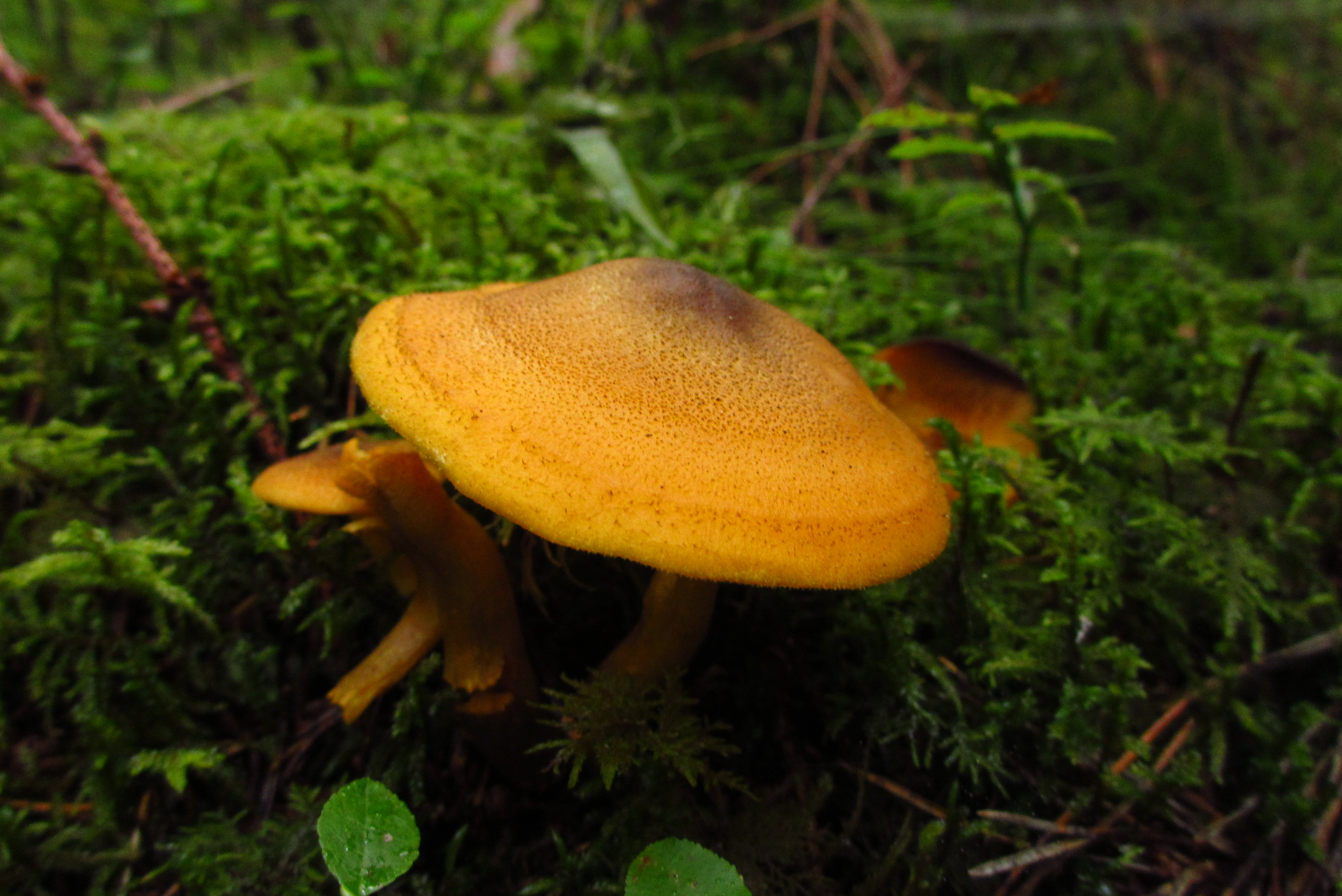
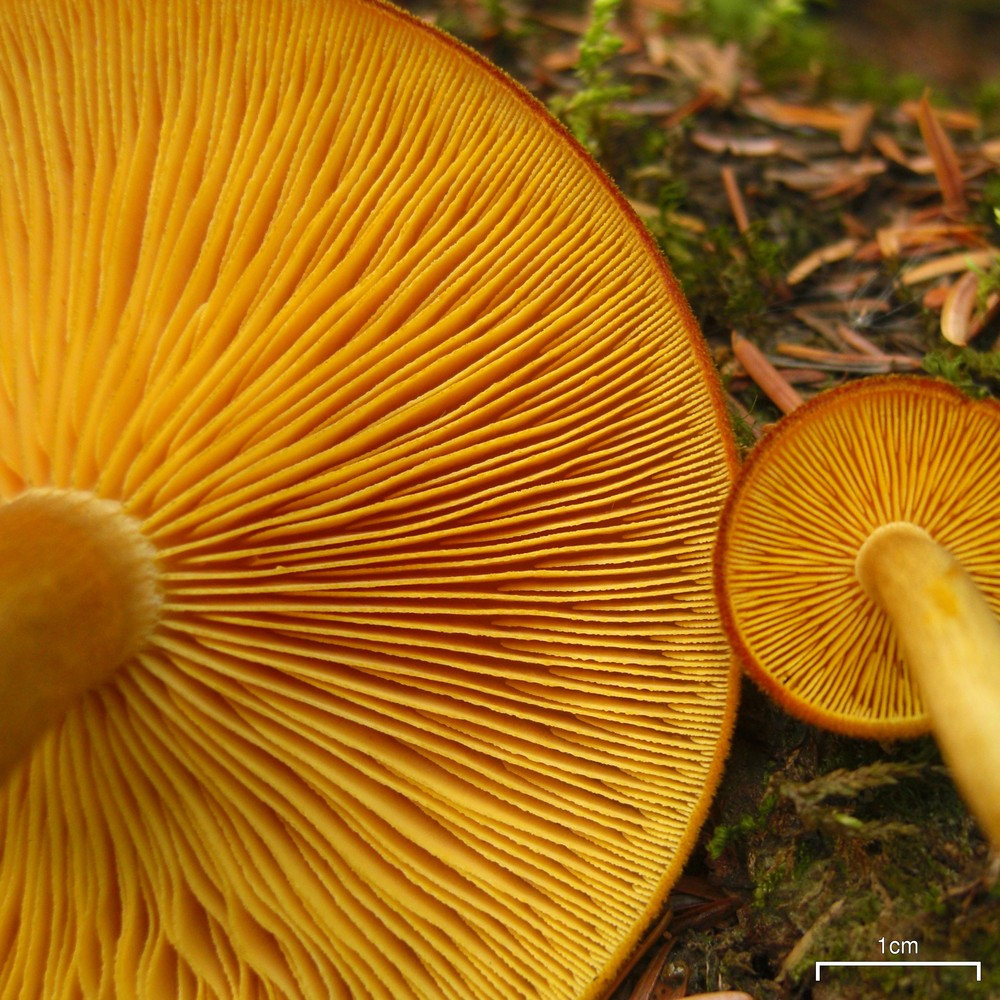